# Toyota TF107
O TF107 foi o modelo da Toyota da temporada de 2007 da Fórmula 1. Condutores: Ralf Schumacher e Jarno Trulli. 
A escuderia fez 13 pontos e conquistou o 6° lugar no construtores. A melhor posição conquistada foi dois 6° lugares nos GPs: Estados Unidos (Trulli) e na Hungria (R. Schumacher).

## Resultados[1]
(Legenda) 
|      |        |                  |   |    |                 |     |     |     |     |     |     |     |     |     |     |     |     |     |     |     |     |     |    |    |  |  |
|      |        |                  |   |    |                 | AUS | MAL | BHR | ESP | MON | CAN | USA | FRA | GBR | EUR | HUN | TUR | ITA | BEL | JPN | CHN | BRA |    |    |  |  |
| 2007 | Toyota | Toyota RVX-07 V8 | B | 11 | Ralf Schumacher | 8   | 15  | 12  | Ret | 16  | 8   | Ret | 10  | Ret | Ret | 6   | 12  | 15  | 10  | Ret | Ret | 11  | 13 | 6° |  |  |
| 2007 | Toyota | Toyota RVX-07 V8 | B | 12 | Jarno Trulli    | 9   | 7   | 7   | Ret | 15  | Ret | 6   | Ret | Ret | 13  | 10  | 16  | 11  | 11  | 13  | 13  | 8   | 13 | 6° |  |  |